# Sasseneire
Sasseneire är ett berg i Schweiz.   Det ligger i distriktet Hérens och kantonen Valais, i den södra delen av landet, 90 km söder om huvudstaden Bern. Toppen på Sasseneire är 3 254 meter över havet, eller 444 meter över den omgivande terrängen. Bredden vid basen är 6,4 km.
Terrängen runt Sasseneire är huvudsakligen bergig, men den allra närmaste omgivningen är kuperad. Närmaste större samhälle är Sion, 16,2 km nordväst om Sasseneire. 
Trakten runt Sasseneire består i huvudsak av gräsmarker. Runt Sasseneire är det glesbefolkat, med 10 invånare per kvadratkilometer.